# Swartzia pilulifera
Swartzia pilulifera är en ärtväxtart som beskrevs av George Bentham. Swartzia pilulifera ingår i släktet Swartzia och familjen ärtväxter. Inga underarter finns listade i Catalogue of Life.